# 久保田榮一
久保田 榮一（くぼた えいいち、1946年〈昭和21年〉8月5日 - ）は、日本のテレビプロデューサー、実業家。株式会社扶桑社代表取締役会長。
フジテレビでプロデューサーを務めた後、フジテレビ及び持株会社であるフジ・メディア・ホールディングス取締役を歴任し、扶桑社・育鵬社の社長を務めた。立教大学卒。代表作に『サザエさん』、ドラマ『いじわるばあさん』ほか。

## 経歴
1969年（昭和44年）にフジテレビ入社後、アニメーション、ファミリードラマ番組の企画・プロデューサーを務める。
フジテレビでは、1990年代から編成部デスク担当部長、番組広報部長、編成局第二制作部長を経て、管理部門の役職である人事局長となり、2006年（平成18年）に取締役に昇任した。
2009年（平成21年）にフジ・メディア・ホールディングス取締役を退任し、フジサンケイグループである扶桑社の代表取締役社長に就任。子会社の教科書出版社・育鵬社の代表取締役社長も兼務した。

## 人物
番組作りに関して「もっとも必要なのは輪だ」という哲学を持っており、「自分の考え方を分かってもらえなけらば相手方はなにもやってくれない」と、各スタッフと心を通わせることを大切にしていた。
キャリア初期の徹夜続きだった頃、上司の日枝久から教わった「人生に必ずある壁は、避けていても別の壁に阻まれるだけで、一度乗り越えるとどの壁も乗り越えられる。今そこに壁があるなら、歯を食いしばってでも乗り越えること」「給料という名の授業料をもらって、忍耐という勉強をさせてもらっていると思え」の言葉は、その後の励みになったという。

## 「サザエさん」に関して
『サザエさん』では、製作会社の宣弘社が降板してフジテレビが製作に参加したことに伴い、初代プロデューサーを1985年から約8年間務めた。当時編成局長だった日枝久の命で登用されたといい、当初は「まさか自分が」と驚いたという。
プロデューサー就任にあたり、原作を読み込んだものの試行錯誤し苦労したことを後年に明かしている。また、各スタッフやキャストとはパーティーなどを行い一人ずつ対話して親睦を深め、全員のことを知るように努めたという。このことに関して「スタッフの方と意見交換するには、うわべだけの付き合いじゃだめだ、と覚悟を決めた」と話している。
他作品と兼任してのプロデュースだったことから、当時は寝る間を惜しんでの作業や付き合いだったといい、後年には「心的じゃなく体力的に厳しく、働き方改革の今ではありえない話だった(笑)」と述べている。
サザエ役の加藤みどりは当時、現場へ初めて訪れた久保田から「全部今までどおりにやって下さい」と言われたことを明かし「これはなかなか言えることじゃないですよね」「あの転換期に、何か新しいことをしたり注文をつけられていたら番組は終わっていたと思う」と語っている。
数年後には原作者の長谷川町子から「サザエさんはあなたに任せるわ」と言ってもらえたといい、この時に「フジテレビにいる限り、もし異動などがあっても『サザエさん』だけは私が責任を持つ」と約束したという。
製作会社変更という“転換期に”『サザエさん』を支え、現在に至るまで続く作品にした功績などが評価され、番組を離れた後もクレジットはフジテレビを退社するまで行われた。
久保田は、2019年のインタビューで「私は核家族化で日本は大きく変わってしまったと思っているんです。親から子へ伝える日本古来の道徳や一家団らんの風景など、日本人が昔から持っている良さを『サザエさん』からはなくしたくないなと思って作っていました。日本人の原点である大家族主義をアニメで視聴者の皆さんへ届けられたことは、大変有意義でした」「この先も『サザエさん』が今のまま変わらず続き、家族のすばらしさを次の世代へと伝えていけることを願っています。時代が流れても人々が心の中に持っているものは変わらないと思いますし、そういう作品が一つくらいあってもいいのではないでしょうか」と話した。

## 同期入社
- 太田英昭 - 現・産業経済新聞社代表取締役会長。元・フジ・メディア・ホールディングス代表取締役社長。
- 山田良明 - 現・共同テレビ取締役相談役（元・同社代表取締役社長）。元・フジテレビ常務取締役。